# Seznam druhů rodu šáchor
Šáchor (Cyperus) je rod jednoděložných rostlin z čeledi šáchorovité (Cyperaceae). Jedná se o poměrně rozsáhlý rod, dělící se do více podrodů a sekcí. Je známo asi 600 druhů (při širším pojetí rodu), které jsou rozšířeny často v tropech a subtropech, ale i v mírném pásu celého světa. Tento seznam obsahuje zhruba třetinu všech druhů.
- Cyperus acuminatus
- Cyperus aggregatus
- Cyperus alopecuroides
- Cyperus alternifolius
- Cyperus alulatus
- Cyperus amabilis
- Cyperus amuricus
- Cyperus aquatilis
- Cyperus arenarius
- Cyperus articulatus
- Cyperus astartodes
- Cyperus atkinsoni
- Cyperus aucheri
- Cyperus auricomus
- Cyperus betchei
- Cyperus bifax
- Cyperus bipartitus
- Cyperus blakeanus
- Cyperus breviculmis
- Cyperus brevifolius
- Cyperus bulbosus
- Cyperus camphoratus
- Cyperus capitatus
- Cyperus carinatus
- Cyperus castaneus
- Cyperus cayennensis
- Cyperus centralis
- Cyperus cephalanthus
- Cyperus colymbetes
- Cyperus compactus
- Cyperus compressus
- Cyperus concinnus
- Cyperus congestus
- Cyperus conglomeratus
- Cyperus corymbosus
- Cyperus costaricensis
- Cyperus cracens
- Cyperus crispulus
- Cyperus cristulatus
- Cyperus croceus
- Cyperus cunninghamii
- Cyperus cuspidatus
- Cyperus cyperinus
- Cyperus cyperoides
- Cyperus dactylotes
- Cyperus dentatus
- Cyperus dentoniae
- Cyperus diandrus
- Cyperus difformis
- Cyperus diffusus
- Cyperus digitatus
- Cyperus dipsaceus
- Cyperus distans
- Cyperus distinctus
- Cyperus dives
- Cyperus drummondii
- Cyperus duclouxii
- Cyperus echinatus
- Cyperus elegans
- Cyperus eleusinoides
- Cyperus entrerianus
- Cyperus eragrostis
- Cyperus erythrorhizos
- Cyperus esculentus
- Cyperus exaltatus
- Cyperus fendlerianus
- Cyperus filicinus
- Cyperus filiculmis
- Cyperus filiformis
- Cyperus flaccidus
- Cyperus flavescens
- Cyperus flavicomus
- Cyperus flavidus
- Cyperus floribundus
- Cyperus friburgensis
- Cyperus fugax
- Cyperus fuligineus
- Cyperus fuscus
- Cyperus gardneri
- Cyperus giganteus
- Cyperus glaber
- Cyperus glomeratus
- Cyperus gracilis
- Cyperus granitophilus
- Cyperus grayi
- Cyperus grayoides
- Cyperus gymnocaulos
- Cyperus hamulosus
- Cyperus haspan
- Cyperus hermaphroditus
- Cyperus hesperius
- Cyperus hieronymii
- Cyperus holoschoenus
- Cyperus houghtonii
- Cyperus hypopitys
- Cyperus hystricinus
- Cyperus chalaranthus
- Cyperus imbricatus
- Cyperus incomtus
- Cyperus involucratus
- Cyperus iria
- Cyperus ixiocarpus
- Cyperus javanicus
- Cyperus kappleri
- Cyperus laetus
- Cyperus laevigatus
- Cyperus lancastriensis
- Cyperus lanceolatus
- Cyperus latzii
- Cyperus laxus
- Cyperus lecontei
- Cyperus lentiginosus
- Cyperus ligularis
- Cyperus linearispiculatus
- Cyperus longus
- Cyperus lupulinus
- Cyperus luzulae
- Cyperus macrostachyos
- Cyperus malaccensis
- Cyperus manimae
- Cyperus megapotamicus
- Cyperus meridionalis
- Cyperus meyenianus
- Cyperus microcephalus
- Cyperus microiria
- Cyperus michelianus
- Cyperus mundtii
- Cyperus mutisii
- Cyperus nanellus
- Cyperus nervulosus
- Cyperus niger
- Cyperus nigrofuscus
- Cyperus nipponicus
- Cyperus niveus
- Cyperus nutans
- Cyperus obtusiflorus
- Cyperus odoratus
- Cyperus ochraceus
- Cyperus onerosus
- Cyperus orgadophilus
- Cyperus orthostachyus
- Cyperus ovatus
- Cyperus ovularis
- Cyperus owanii
- Cyperus oxycarpus
- Cyperus oxylepis
- Cyperus pachyrhizus
- Cyperus pallidicolor
- Cyperus pangorei
- Cyperus pannonicus
- Cyperus papyrus
- Cyperus parishii
- Cyperus pearcei
- Cyperus pilosus
- Cyperus planifolius
- Cyperus platystylis
- Cyperus plukenetii
- Cyperus polystachyos
- Cyperus portae-tartari
- Cyperus procerus
- Cyperus prolifer
- Cyperus prolixus
- Cyperus pseudothyrsiflorus
- Cyperus pseudovegetus
- Cyperus pulchellus
- Cyperus pulcherrimus
- Cyperus pumilus
- Cyperus pygmaeus
- Cyperus radians
- Cyperus reflexus
- Cyperus refractus
- Cyperus retroflexus
- Cyperus retrofractus
- Cyperus retrorsus
- Cyperus rigidellus
- Cyperus rotundus
- Cyperus sanguinolentus
- Cyperus scariosus
- Cyperus serotinus
- Cyperus seslerioides
- Cyperus setigerus
- Cyperus sexflorus
- Cyperus schweinitzii
- Cyperus simplex
- Cyperus spectabilis
- Cyperus sphacelatus
- Cyperus sphaerolepis
- Cyperus squarrosus
- Cyperus squarrosus
- Cyperus steadii
- Cyperus stoloniferus
- Cyperus strigosus
- Cyperus sulcinux
- Cyperus surinamensis
- Cyperus szechuanensis
- Cyperus tabina
- Cyperus tacnensis
- Cyperus tenellus
- Cyperus tenerrimus
- Cyperus tenuiculmis
- Cyperus tenuiflorus
- Cyperus tenuifolius
- Cyperus tenuis
- Cyperus tenuispica
- Cyperus tetragonus
- Cyperus thyrsiflorus
- Cyperus tuberosus
- Cyperus uncinulatus
- Cyperus unicolor
- Cyperus unioloides
- Cyperus vaginatus
- Cyperus victoriensis
- Cyperus virens
- Cyperus viscidulus
- Cyperus vorsteri
- Cyperus zollingeri